# Цілі сталого розвитку

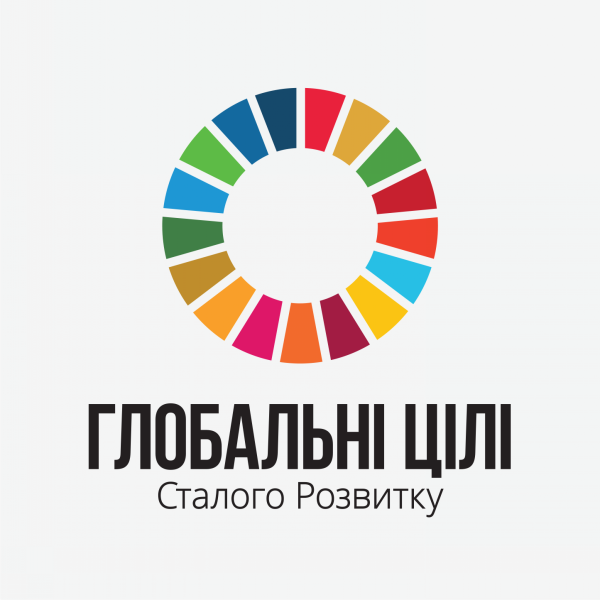
«Цілі сталого розвитку»

«Цілі сталого розвитку» (ЦСР, відомі також як Глобальні цілі) — ключові напрямки розвитку країн, що були ухвалені на Саміті ООН зі сталого розвитку. Вони замінили Цілі розвитку тисячоліття, термін яких закінчився наприкінці 2015 року. ЦСР ухвалені на період від 2015 до 2030 року і нараховують 17 Глобальних цілей, яким відповідають 169 завдань.
Офіційний документ (резолюція) Генеральної Асамблеї ООН «Перетворення нашого світу: Порядок денний в області сталого розвитку на період до 2030 року» (англ. Transforming our world: the 2030 Agenda for Sustainable Development), від 25 вересня 2015 року, оголошує новий план дій, метою якого є виведення світу на траєкторію сталого та життєстійкого розвитку.

## Передісторія
Зазначений план дій передбачає продовження роботи, що розпочата в період дій цілей розвитку, сформульованих в Декларації тисячоліття, яка завершилася у 2015 році.
Робота над виконанням країнами — членами ООН Цілей розвитку тисячоліття (ЦРТ) завершилася у 2015 році. Прогрес у досягненні восьми Цілей розвитку тисячоліття оцінювався за допомогою 21 задачі і 60 офіційних показників
Генеральний секретар Організації Об'єднаних Націй Пан Гі Мун, підсумовуючи роботу над виконанням Цілей розвитку тисячоліття (ЦРТ), зазначав, що «ЦРТ допомогли вирватися з крайньої бідності більш ніж одному мільярду людей, вжити активних заходів по боротьбі з голодом, дати можливість відвідувати школу більшого ніж будь-коли числу дівчаток, а також захистити нашу планету. Вони дозволили створити нові передові партнерства, сколихнули громадську думку і продемонстрували величезне значення постановки широкомасштабних цілей. ЦРТ, в яких люди і їхні нагальні потреби поставлені на перший план, змінили процес прийняття рішень як в розвинених країнах, так й у країнах, що розвиваються… Практичний досвід і фактичні дані, отримані в результаті зусиль по досягненню ЦРТ, показують, що ми знаємо, що ми робимо. Але подальший прогрес вимагатиме прояви непохитної політичної волі і колективних довгострокових дій. Нам необхідно усунути корінні причини і рішучіше займатися інтеграцією економічних, соціальних і екологічних вимірів сталого розвитку. Новий порядок денний в галузі розвитку на період після 2015 року, включаючи комплекс цілей сталого розвитку, орієнтований на те, щоб відобразити засвоєні уроки, нарощувати наші успіхи і, діючи спільно, незмінно націлювати всі країни на побудову більш затишного, стійкого і рівноправного світу».
25 вересня 2015 року Генеральної Асамблеї ООН підвела підсумки виконання ЦРТ та прийняла нову резолюцію, що затвердила новий план дій «Перетворення нашого світу: Порядок денний в області сталого розвитку на період до 2030 року». В Резолюції підкреслюється, що ніколи раніше світові лідери не брали на себе зобов'язання вжити спільні дії і зусилля для реалізації такої широкої і універсальної стратегічної програми. Наголошено прагнення здійснювати Порядок денний таким чином, щоб це принесло максимальну користь усім: як нинішньому, так і майбутнім поколінням на принципі відповідності правам та обов'язкам держав за міжнародним правом.
17 цілей та 169 задач нового плану дій набули чинності 1 січня 2016 року.
Робота над цим планом дій розрахована на 15 років — до 2030 року.

## Цілі сталого розвитку
Цілі сталого розвитку (ЦСР) до 2030 року виглядають наступним чином:
Враховуючи досвід роботи над Декларацією тисячоліття, діяльність із реалізації цілей і завдань сталого розвитку і їх огляд має проводитись з використанням набору глобальних показників, які будуть доповнюватися показниками на регіональному та національному рівнях, що мають бути розробленими державами-членами ООН. Вважається, що сформована система буде простою, але надійною, вона буде охоплювати всі цілі і завдання в галузі сталого розвитку, включаючи засоби здійснення, і дозволить зберегти політичну збалансованість, комплексний характер і цілеспрямованість, які закладені в цих цілях і завданнях.

## Ціль 1. Подолання бідності

«Подолання бідності у всіх формах і всюди».
Подолання бідності у всіх формах залишається однією з найбільших проблем, що стоять перед людством. Хоча за період з 1990 по 2015 р. кількість осіб, які живуть в умовах крайньої бідності, зменшилася більш ніж наполовину — з 1,9 млрд до 836 млн — проте забагато з них досі борються за задоволення базових людських потреб.
У всьому світі понад 800 мільйонів людей досі живуть на суму, меншу за 1,25 дол. на день. Багато з них не забезпечені достатнім харчуванням, чистою питною водою та засобами санітарії. Швидке економічне зростання в таких країнах, як Китай та Індія, вивело з бідності мільйони людей, але прогрес досі є нерівномірним. Жінки частіше живуть у бідності, ніж чоловіки, через нерівний доступ до оплачуваної роботи, освіти та майна.
В інших регіонах прогрес також був недостатнім, зокрема, у країнах Південної Азії та Африки на південь від Сахари, на частку яких припадає 80 % тих, хто живе в умовах крайньої бідності. Нові загрози, викликані кліматичними змінами, конфліктами та відсутністю продовольчої безпеки, означають, що необхідно зробити ще більше для того, щоб вивести людей із бідності.
ЦСР є амбітним зобов'язанням — завершити те, що ми почали, і покласти край бідності у всіх її формах і вимірах до 2030 р. Це передбачає увагу до найвразливіших прошарків населення, розширення доступу до базових ресурсів і послуг, а також підтримку громадам, які постраждали в результаті конфліктів і катастроф, викликаних кліматичними змінами.
Див. також: Стратегія подолання бідності

## Ціль 2. Подолання голоду, розвиток сільського господарства

«Подолання голоду, досягнення продовольчої безпеки, покращення харчування і сприяння сталому розвитку сільського господарства».
Швидке економічне зростання та підвищення продуктивності сільського господарства протягом двох останніх десятиліть призвели до того, що кількість людей, які недостатньо харчуються, скоротилася майже вдвічі. Багато країн, які розвиваються, що постійно потерпали від голоду, зараз можуть задовольнити продовольчі потреби найвразливіших груп населення. Країни у Центральній і Східній Азії, Латинській Америці та Карибському басейні досягли величезних успіхів у подоланні крайнього голоду.
Все це величезні досягнення, що відповідають цільовим показникам, встановленим Цілями розвитку тисячоліття. На жаль, у багатьох країнах крайній голод і недоїдання досі залишаються величезною перешкодою на шляху розвитку. За оцінками, станом на 2014 рік, 795 мільйонів людей хронічно недоїдали, що часто є безпосереднім наслідком погіршення стану навколишнього середовища, посух і втрати біорізноманіття. Понад 90 мільйонів дітей у віці до п'яти років мають небезпечно знижену вагу. А в Африці голодує кожен четвертий.
ЦСР спрямовані на припинення всіх форм голоду та недоїдання до 2030 року і забезпечення доступу, насамперед для дітей, до поживних харчових продуктів у достатній кількості впродовж усього року. Це передбачає стимулювання сталих методів ведення сільського господарства: підтримку дрібних фермерів і забезпечення рівноправного доступу до землі, технологій і ринків. Для цього також потрібне міжнародне співробітництво з метою залучення інвестицій в інфраструктуру і технології для підвищення продуктивності сільського господарства. Разом із виконанням інших цілей, викладених тут, до 2030 року ми зможемо подолати голод.

## Ціль 3. Міцне здоров'я і благополуччя

«Забезпечення здорового способу життя та добробуту людей будь-якого віку».
Ми досягли величезних успіхів у зниженні дитячої смертності, зміцненні материнського здоров'я та боротьбі проти ВІЛ/СНІДу, малярії та інших захворювань. З 1990 року спостерігається понад 50-відсоткове зниження попереджуваних випадків смерті дітей у всьому світі. Показник материнської смертності у всьому світі також знизився на 45 %. З 2000 по 2013 р. кількість нових інфікувань ВІЛ/СНІД знизилася на 30 %. Понад 6,2 мільйона життів було врятовано від малярії.
Незважаючи на такий неймовірний прогрес, щороку понад 6 мільйонів дітей помирають до свого п'ятого дня народження. Від попереджуваних хвороб, таких як кір і туберкульоз, щодня помирають 16 000 дітей. Сотні жінок щодня помирають під час вагітності або від ускладнень під час пологів. У багатьох сільських районах лише 56 % пологів приймають кваліфіковані фахівці. Основною причиною смерті серед підлітків у країнах Африки на південь від Сахари, у регіоні, спустошеному епідемією ВІЛ, є СНІД.
Ці смерті можна попередити за допомогою профілактики та лікування, освіти, кампаній по імунізації, а також цільових програм з охорони сексуального та репродуктивного здоров'я. Цілі сталого розвитку беруть на себе сміливе зобов'язання — до 2030 р. подолати епідемії СНІДу, туберкульозу, малярії та інших інфекційних захворювань. Мета полягає в забезпеченні загального охоплення медичними послугами та наданні доступу до безпечних і доступних лікарських засобів і вакцин. Невід'ємною частиною цього процесу є підтримка наукових досліджень і розробок вакцин.

## Ціль 4. Якісна освіта

«Забезпечення всеохоплюючої і справедливої якісної освіти та заохочення можливості навчання впродовж усього життя для всіх».
З 2000 року в забезпеченні загальної початкової освіти відбувся величезний прогрес. Загальний показник охоплення шкільною освітою у регіонах, які розвиваються, у 2015 році досяг 91 %, а кількість дітей, які не відвідують школу, в усьому світі зменшилася майже вдвічі. Рівень грамотності також різко зріс, а крім того, школу відвідують набагато більше дівчаток, ніж будь-коли раніше. Всі ці успіхи є видатними.
У деяких регіонах, які розвиваються, прогрес уповільнювався через високий рівень бідності, збройні конфлікти та інші надзвичайні ситуації. Через постійні збройні конфлікти у Західній Азії і Північній Африці спостерігається зростання кількості дітей, які не відвідують школу. Це тривожна тенденція. Хоча в африканських країнах на південь від Сахари відбувся найбільший прогрес в охопленні початковою шкільною освітою серед усіх регіонів, які розвиваються — з 52 % у 1990 році до 78 % у 2012 році — значні розбіжності залишаються. У дітей із бідних домогосподарств учетверо менше шансів ходити до школи, ніж у дітей з найбагатших сімей. Значними також залишаються відмінності між сільськими та міськими районами.
Досягнення всебічної якісного освіти для всіх іще раз підтверджує думку про те, що освіта є одним із найпотужніших і перевірених засобів сталого розвитку. Ця мета гарантує отримання безкоштовної початкової та середньої освіти всіма дівчатками і хлопчиками до 2030 року. Вона також спрямована на забезпечення рівноправного доступу до недорогого професійного навчання, ліквідації гендерних і матеріальних розбіжностей і забезпечення загального доступу до якісної вищої освіти.

## Ціль 5. Ґендерна рівність

«Забезпечення гендерної рівності, розширення прав і можливостей усіх жінок та дівчаток».
Припинення всіх форм дискримінації щодо жінок і дівчаток є не лише базовим правом людини, воно також має вирішальне значення для прискорення сталого розвитку. Неодноразово було доведено, що розширення прав і можливостей жінок і дівчаток справляє суттєвий позитивний вплив у всіх сферах і сприяє економічному зростанню та розвитку.
З 2000 року ґендерна рівність займає провідне місце в роботі ПРООН, а також партнерських організацій у системі ООН і світової спільноти. Відтоді ми досягли значного прогресу. Школу зараз відвідують більше дівчаток, ніж 15 років тому, а у більшості регіонів було досягнуто ґендерного паритету в початковій освіті. На сьогодні 41 % оплачуваних працівників поза межами сільського господарства складають жінки, тоді як  у 1990 році цей показник становив 35 %.
Цілі сталого розвитку розвивають ці досягнення з метою гарантованого припинення дискримінації по відношенню до жінок і дівчат у всьому світі. У деяких регіонах на ринку праці досі існує величезна нерівність, а жінки позбавлені рівного доступу до робочих місць. Сексуальне насильство та експлуатація, нерівноправний розподіл неоплачуваного догляду за дітьми та домашньої роботи, а також дискримінація на державній службі досі залишаються величезними перешкодами.
Надання жінкам рівних прав на економічні ресурси, такі як земля і власність, є життєво важливими завданнями в контексті реалізації цієї цілі. Не менше значення має забезпечення загального доступу до охорони сексуального і репродуктивного здоров'я. На сьогоднішній день державні посади обіймають більше жінок, ніж будь-коли раніше, проте заохочення жінок-лідерів сприятиме зміцненню політики і законодавства для посилення ґендерної рівності.

## Ціль 6. Чиста вода та належні санітарні умови

«Забезпечення наявності та сталого управління водними ресурсами та санітарією».
Дефіцит води впливає на понад 40 % людей у всьому світі. За прогнозами, підвищення глобальної температури, що відбувається в результаті кліматичних змін, спричинить збільшення цієї тривожної цифри. Хоча з 1990 року 2,1 мільярда осіб отримали доступ до вдосконалених засобів очищення води, виснаження запасів чистої питної води є однією з основних проблем, які впливають на кожен континент.
У 2011 році 41 країна зіткнулася з дефіцитом води, 10 із яких фактично виснажили свої запаси поновлюваних ресурсів прісної води і тепер повинні покладатися на альтернативні джерела. Посилення посух і опустелювання дедалі погіршує ці тенденції. За прогнозами, до 2050 року постійний дефіцит води впливатиме щонайменше на кожного четвертого.
Забезпечення загального доступу до безпечної та недорогої питної води для всіх до 2030 року вимагає від нас інвестування у відповідну інфраструктуру, забезпечення санітарно-технічних споруд, а також стимулювання гігієни на всіх рівнях. Захист і відновлення водних екосистем, таких як ліси, гори, болота і річки, має важливе значення для пом'якшення дефіциту води. Активніше міжнародне співробітництво також є необхідним для стимулювання ефективного використання водних ресурсів і забезпечення технологій обробки у країнах, які розвиваються.

## Ціль 7. Доступна та чиста енергія

«Забезпечення доступу всіх людей до прийнятних за ціною, надійних, сталих і сучасних джерел енергії».
У період з 1990 по 2010 рік кількість людей, забезпечених електроенергією, збільшилася на 1,7 млрд осіб. У міру зростання населення у світі так само зростатиме й попит на дешеву енергію. Світова економіка, заснована на викопному паливі, а також збільшення викидів парникових газів, викликає радикальні зміни кліматичної системи. Це впливає на кожен континент.
Зусилля, спрямовані на стимулювання розвитку екологічно чистої енергетики, посприяли тому, що станом на 2011 рік понад 20 % енергії, що вироблялася у світі, походило з відновлюваних джерел.
Проте досі один із п'яти людей не мають доступу до електроенергії, і в міру зростання попиту необхідно суттєво збільшувати виробництво енергії з відновлюваних джерел у всьому світі.
Забезпечення загального доступу до недорогої електроенергії до 2030 року передбачає інвестиції в екологічно чисті джерела енергії, такі як енергія сонця, вітру та теплова енергія. Запровадження економічно ефективних стандартів для ширшого спектру технологій також може зменшити споживання електроенергії у будівлях і промисловості у всьому світі на 14 %. Це дорівнює приблизно 1300 електростанцій середньої потужності. Розширення інфраструктури та технологічна модернізація з метою забезпечення екологічно чистої енергії в усіх країнах, що розвиваються, є найважливішим завданням, яке може як стимулювати зростання, так і сприяти збереженню навколишнього середовища. 

## Ціль 8. Гідна праця та економічне зростання

«Сприяння безперервному, всеохоплюючому і сталому економічному зростанню, повній і продуктивній зайнятості та гідній праці для всіх».
Протягом останніх 25 років кількість робітників, які живуть в умовах крайньої бідності, суттєво знизилася, незважаючи на тривалий вплив економічної кризи 2008 року і глобальний економічний спад. У країнах, що розвиваються, чисельність середнього класу на сьогодні становить понад 34 % загального числа зайнятих — у період з 1991 по 2015 р. їхня кількість майже потроїлася.
Водночас, оскільки світова економіка досі відновлюється після кризи, можна спостерігати уповільнення темпів розвитку, поглиблення нерівності і брак робочих місць на фоні зростання трудових ресурсів. За даними Міжнародної організації праці, у 2015 році нараховувалося понад 204 мільйони безробітних.
Цілі сталого розвитку сприяють сталому економічному зростанню, підвищенню рівня продуктивності і використанню технологічних інновацій. Важливою передумовою є стимулювання підприємництва і створення робочих місць, а також ефективні заходи задля викорінення примусової праці, рабства і торгівлі людьми. Відповідно до цих завдань, мета полягає у забезпеченні повної і продуктивної зайнятості та гідної праці для всіх жінок і чоловіків до 2030 року.

## Ціль 9. Промисловість, інновації та інфраструктура

«Створення стійкої інфраструктури, сприяння всеохоплюючій і сталій індустріалізації та інноваціям».
Головними факторами економічного зростання та розвитку є інвестиції в інфраструктуру та інновації. Понад половина населення світу живе у містах, тому все важливішими стають громадський транспорт і поновлювані джерела енергії, а також розвиток нових галузей промисловості, інформаційних і комунікаційних технологій.
Технологічний прогрес також має важливе значення для знаходження оптимальних рішень для економічних і екологічних проблем, зокрема, створення нових робочих місць і підвищення ефективності використання енергії. Розвиток енергоефективних галузей промисловості, а також інвестиції у наукові дослідження та інновації є важливими факторами, що сприяють сталому розвитку.
Понад 4 млрд людей досі не мають доступу до Інтернету, причому 90 % із них живуть у країнах, що розвиваються. Подолання цього цифрового розриву має вирішальне значення для забезпечення рівноправного доступу до інформації та знань, а також стимулювання інновацій і підприємництва.

## Ціль 10. Скорочення нерівності

«Скорочення нерівності всередині країн і між ними».
Добре відомо, що нерівність доходів зростає, коли 10 % найбагатших отримують до 40 % загального світового доходу. Найбідніші 10 % отримують лише від 2 % до 7 % загального світового доходу. У країнах, що розвиваються, нерівність зросла на 11 %, якщо брати до уваги зростання населення.
Таке зростання розриву вимагає формування обґрунтованої політики для розширення прав і можливостей нижнього процентилю отримувачів доходів, а також сприяння економічній інтеграції всіх, незалежно від статі, раси або етнічної приналежності.
Нерівність доходів — глобальна проблема, що вимагає глобальних рішень. Для цього потрібно вдосконалювати механізми регулювання і моніторингу фінансових ринків та інститутів, заохочувати допомогу, спрямовану на розвиток і залучення прямих іноземних інвестицій у регіони, які найбільше цього потребують. Сприяння безпечній міграції та мобільності людей також є важливим фактором подолання зростаючого розриву.

## Ціль 11. Сталий розвиток міст і громад

«Забезпечення відкритості, безпеки, життєстійкості й екологічної стійкості міст і населених пунктів».
Більше половини населення світу проживає в міських районах. До 2050 року ця цифра зросте до 6,5 млрд людей, тобто двох третин усього людства. Сталого розвитку не можна досягти без істотного перетворення того, яким чином ми будуємо міські райони і керуємо ними.
Швидке зростання міст у країнах, що розвиваються, одночасно з активізацією міграції з сільських районів до міста, викликало бум у мегаполісах. У 1990 році налічувалося 10 мегаполісів, що мали 10 мільйонів жителів або більше. У 2014 році мегаполісів стало 28, у яких проживає 453 мільйони.
У міських районах нерідко зосереджена крайня бідність, а національним і міським органам влади непросто розмістити зростаюче населення на таких територіях. Досягнення безпеки і сталого розвитку міст означає забезпечення безпечним і доступним житлом, а також модернізацію нетрів. Це також передбачає інвестиції у громадський транспорт, створення зелених громадських територій, а також удосконалення міського планування і управління у такий спосіб, що одночасно забезпечуватиме інклюзивність і загальну рівноправну участь.

## Ціль 12. Відповідальне споживання та виробництво

«Забезпечення переходу до раціональних моделей споживання і виробництва».
Економічне зростання і сталий розвиток вимагають термінового скорочення впливу на екологію шляхом змін у виробництві та споживанні товарів і ресурсів. Найбільшим споживачем води у всьому світі є сільське господарство, адже на потреби зрошення витрачається майже 70 % усіх запасів прісної води, придатної для використання людьми.
Ефективне управління нашими спільними природними ресурсами, а також методи утилізації токсичних відходів і забруднюючих речовин, є важливими цільовими показниками у досягненні цієї мети. Заохочення галузей, підприємств і споживачів до утилізації та скорочення обсягів відходів є настільки ж важливим, як і підтримка країн, що розвиваються, у запровадженні більш раціональних моделей споживання до 2030 року.
Значна частина населення у світі досі споживає настільки мало, що цього недостатньо для задоволення навіть їхніх базових потреб. Скорочення удвічі обсягів харчових відходів на душу населення, на рівні роздрібної торгівлі та споживання, також має важливе значення для створення ефективнішого виробництва та ланцюгів постачання. Це може сприяти досягненню продовольчої безпеки та переходу до більш ресурсоефективної економіки.

## Ціль 13. Пом'якшення наслідків зміни клімату

«Вжиття невідкладних заходів щодо боротьби зі зміною клімату та її наслідками».
У світі немає жодної країни, яка б не відчувала серйозних наслідків зміни клімату. Обсяги викидів парникових газів продовжують зростати: на сьогодні вони вищі на понад 50 % порівняно з 1990 роком. Хоча країни Східної Європи і Центральної Азії не продукують значних викидів парникових газів, цей регіон непропорційно потерпає від наслідків кліматичних змін.
Повені на Західних Балканах зруйнували будинки та призвели до вимушеного переселення тисяч людей. Скорочення льодовиків і зменшення водних ресурсів у Центральній Азії може серйозно вплинути на зрошення і виробництво гідроенергії. Молдова і південна Україна потерпають від сильних посух, які призводять до значних сільськогосподарських збитків.
Але люди в усьому регіоні мобілізують зусилля з метою скорочення викидів парникових газів, порятунку життів і допомоги громадам. Столиця Хорватії взяла зобов'язання стати містом із нульовим рівнем викидів вуглецю до 2050 року. На торфовищах Білорусі здійснюються безпрецедентні заходи для утримання вуглецю в ґрунті. Грузія застосовує складні системи раннього попередження й ефективніші методи захисту від повеней.
Глобальне потепління різко змінює людські життя. Діяти потрібно вже зараз.

## Ціль 14. Збереження морських ресурсів

«Збереження та стале використання океанів, морів і морських ресурсів в інтересах сталого розвитку».
Світові океани — їхня температура, хімічний склад, течії та живі організми — лежать в основі глобальних систем, завдяки яким Земля придатна для проживання людства. Те, як ми керуємо цим життєво важливим ресурсом, має надважливе значення для людства загалом, а також для протидії наслідкам кліматичних змін.
Завдяки морському і прибережному біорізноманіттю, понад три мільярди людей мають засоби до існування. Однак на сьогодні вже виловлено 30 % світових рибних запасів, що нижче рівня, при якому можна забезпечити стабільні вилови.
Океани також поглинають близько 30 % вуглекислого газу, виробленого людьми, а від початку промислової революції закислення океану зросло на 26 %. Забруднення морського середовища, джерела якого є переважно наземними, досягає тривожного рівня: на кожному квадратному кілометрі океану в середньому можна знайти 13 000 предметів пластикового сміття.
Цілі сталого розвитку спрямовані на раціональне господарювання й захист морських і прибережних екосистем від забруднення, а також вирішення проблеми закислення океану. Розширення заходів щодо природозбереження і раціональне використання ресурсів океану на основі принципів міжнародного права також дозволить пом'якшити деякі проблеми, які загрожують нашим океанам.

## Ціль 15. Захист та відновлення екосистем суші

«Захист і відновлення екосистем суші та сприяння їх раціональному використанню, раціональне лісокористування, боротьба з опустелюванням, припинення та повернення назад процесу деградації земель і зупинення втрати біорізноманіття».
Людське життя і засоби до існування залежать від землі настільки ж, наскільки й від океану. Рослини забезпечують 80 % раціону людей, а сільське господарство є важливим економічним ресурсом і засобом розвитку. Ліси покривають 30 % поверхні Землі; вони є життєво необхідними місцями проживання для мільйонів видів організмів і важливим джерелом чистого повітря і води. Вони також відіграють важливу роль у протидії кліматичним змінам.
Сьогодні ми є свідками безпрецедентної деградації земель, а втрати орних земель у 30-35 разів перевищують звичайні темпи. Посухи та опустелювання також щороку зростають, спричиняючи втрату 12 мільйонів гектарів і негативно впливаючи на бідні громади у всьому світі. З 8300 відомих порід тварин, 8 % уже зникли, а 22 % перебувають під загрозою зникнення.
Цілі сталого розвитку спрямовані на збереження і відновлення використання до 2020 р. наземних екосистем, таких як ліси, водно-болотні угіддя, посушливі землі та гори. Зупинити обезліснення також життєво важливо для пом'якшення наслідків кліматичних змін. Необхідні термінові заходи для скорочення втрат природних середовищ існування і біорізноманіття, що є частиною нашої спільної спадщини.

## Ціль 16. Мир, справедливість та сильні інститути

«Сприяння розбудові миролюбного і всеохопного суспільства задля сталого розвитку, забезпечення всім доступу до правосуддя і створення ефективних, підзвітних та інклюзивних інституцій на всіх рівнях».
Без миру, стабільності, забезпечення прав людини та ефективного врядування на принципах верховенства права не можна сподіватися на сталий розвиток. Ми живемо у світі, що стає все більш розділеним. Деякі регіони досягли стійкого миру, безпеки і процвітання, тоді як інші потрапили у цикл конфліктів і насильства, що здаються нескінченними. Проте така ситуація аж ніяк не є неминучою і має бути вирішена.
Високий рівень збройного насильства і нестабільності справляють руйнівний вплив на розвиток країни. Вони негативно впливають на економічне зростання і часто викликають невдоволення та взаємні образи, що можуть тривати десятиліттями. В умовах конфлікту чи за відсутності верховенства права також поширені сексуальне насильство, злочинність, експлуатація і тортури, а країни повинні вживати заходи для захисту тих, кому загрожують найбільші ризики.
Цілі сталого розвитку спрямовані на значне скорочення всіх форм насильства, а також на пошук, спільно з державними органами та громадами, довготермінових рішень для подолання конфліктів і покращення безпеки. Посилення верховенства права і зміцнення прав людини є ключовими факторами в цьому процесі, як і зменшення незаконного обороту зброї й активізація участі країн, що розвиваються, в інститутах глобального управління.

## Ціль 17. Партнерство заради сталого розвитку

«Зміцнення засобів здійснення й активізація роботи в рамках глобального партнерства в інтересах сталого розвитку».
Цілі сталого розвитку можуть бути досягнуті лише за умови відданості принципам глобального партнерства і співпраці. У період з 2000 до 2014 рр. обсяги офіційної допомоги на потреби розвитку, яка надавалася розвиненими країнами, збільшилися на 66 %; проте гуманітарні кризи, викликані конфліктами чи стихійними лихами, вимагають усе більших обсягів фінансових ресурсів і допомоги. Багато країн також потребують офіційної допомоги на цілі розвитку для підтримки економічного зростання й торгівлі.
Сьогодні світ є більш взаємопов'язаним, ніж будь-коли раніше. Вдосконалення доступу до технологій і знань є важливим засобом обміну ідеями та розвитку інновацій. Координація політики, спрямованої на надання допомоги країнам, що розвиваються, в управлінні своїми боргами, а також залучення інвестицій до найменш розвинутих країн, мають життєво важливе значення для забезпечення сталого зростання і розвитку.
Цілі спрямовані на посилення співробітництва за напрямками Північ-Південь і Південь-Південь шляхом підтримки національних планів по досягненню всіх цільових показників. Сприяння розвиткові міжнародної торгівлі, а також надання допомоги країнам, які розвиваються, у збільшенні обсягів експорту, є важливими умовами досягнення рівноправної торговельної системи на основі універсальних правил, яка була б справедливою, відкритою і вигідною для всіх.

## Цілі сталого розвитку та Україна
Президент України, виступаючи на засіданні Генеральної Асамблеї, запевнив учасників саміту, що для досягнення Цілей сталого розвитку (ЦСР) на національному рівні, Україна здійснюватиме нові програми і проєкти, які на практиці забезпечать макроекономічну стабільність, екологічний баланс та соціальну згуртованість.
З метою адаптації глобальних завдань розвитку з урахуванням національної специфіки були проведені національні консультації, в яких взяли участь близько 300 представників урядових установ, агентств Організації Об'єднаних Націй в Україні, Національної академії наук України, громадськості та експертного середовища.
Під час національних консультацій обговорювалися 17 ЦСР за такими групами:
- Стале економічне зростання та зайнятість;
- Справедливий соціальний розвиток;
- Ефективне, підзвітне та всеохопне управління і справедливість для всіх;
- Екологічна рівновага та розбудова стійкості.

Підсумки національних консультацій стануть основою для розроблення національної доповіді «Цілі Сталого Розвитку: Україна»